# 51 Близнецов
51 Близнецов (лат. 51 Geminorum), BQ Близнецов (лат. BQ Geminorum) — двойная переменная звезда в созвездии Близнецов на расстоянии приблизительно 585 световых лет (около 179 парсеков) от Солнца. Видимая звёздная величина звезды — от +7,02 до +6,63m.

## Характеристики
Первый компонент — красный гигант, пульсирующая полуправильная переменная звезда типа SRb спектрального класса M4IIIab. Радиус — около 37,73 солнечных, светимость — около 2000 солнечных. Эффективная температура — около 3640 К.